# Jonas Gravander
Jonas Gravander, född 4 februari 1636 i Grava församling, död 15 augusti 1697, var en svensk präst.

## Biografi
Jonas Gravander föddes i 1636 i Grava församling. Han var son till kyrkoherden Andreas Erici Uranius i Grava församling och Elin Jönsdotter. Gravander blev i september 1655 student vid Uppsala universitet och var medlem i Värmlands nation. Han avlade 10 december 1668 magistergraden och prästvigdes 18 april 1673 i Uppsala domkyrka till amiralitetspräst. Gravander blev 1673 kyrkoherde i Grava församling, tillträdde inte tjänsten och utsågs i juli 1674 till till primarius för prästerskapet på Ladugårdslandet. Han blev även från 9 februari 1676 assessor i Stockholms konsistorium, tillträdde ej. Gravander avled 1697 och begravdes 1 november samma år i Hedvig Eleonora kyrka.

### Egendom
Gravander ägde en gård vid den nya kyrkan. Gården såldes 30 juni 1720 av rådmannen Olof Deijenström och Hedvig Gravander till bokhållaren Tyres Hadelin vid Amiralitetet.

### Familj
Gravander gifte sig första gången 6 december 1666 i Uppsala församling med Magdalena Wansonius (1646–1680=, dotter till komministern Johannes Wansonius i Uppsala församling. De fick tillsammans barnen Helena Gravander (död 1742) som var gift med kyrkoherden Petrus Hambelius i Adolf Fredriks församling och kyrkoherden Andreas Bohm i Adolf Fredriks församling, Johan Gravander (1669–1697), landskamreraren Ludvig Gravander (1676–1719) i kristianstad, kaptenen Anders Gravander (1677–1731) vid Amiralitetet, Catharina Gravander (1678–1721) som var gift med bokbindarmästaren Jacob Hornbein och Elisabeth Gravander (1670–1721) som var gift med guldsmeden Christian von Eijsen.
Han gifte sig andra gången 8 november 1687 med husföreståndaren Magdalena Eriksdotter (död 1695). De fick tillsammans dottern Hedvig Gravander (1688–1725) som var gift med inspektoren Per Öhman på Lidingö och rådmannen Olof Deijenström i Uppsala.